# Lilla Svartö (vid Obbnäs, Kyrkslätt)
Lilla Svartö, finska: Pikku-Musta, är en ö i Finland. Den ligger i Finska viken och i kommunen Kyrkslätt i den ekonomiska regionen  Helsingfors i landskapet Nyland, i den södra delen av landet. Ön ligger omkring 37 kilometer sydväst om Helsingfors.
Öns area är 4,1 hektar och dess största längd är 350 meter i nord-sydlig riktning. Ön höjer sig omkring 15 meter över havsytan.